# Fiona Tan
Fiona Tan (Pekanbaru, Indonesië, 1966) is een Nederlands beeldend kunstenaar, internationaal bekend om haar audiovisuele installaties, films en fotowerken.

## Biografie
Tan werd geboren op Sumatra, Indonesië en is in Melbourne opgegroeid. Zij studeerde aan de Gerrit Rietveld Academie en aan de Rijksakademie van beeldende kunsten te Amsterdam. Tan woont en werkt in Amsterdam.
Sinds haar afstuderen in 1997, is Fiona Tans werk op talrijke tentoonstellingen in binnen- en buitenland te zien geweest. Haar werk is onder meer te zien geweest op de documenta 11 in Kassel (2002), de 49e Biënnale van Venetië, de Biennales van Shanghai (2000), Berlijn (2001), Istanboel (2003) en Sydney (2006). In 1998 ontving Tan de J.C.van Lanschotprijs voor beeldhouwkunst in het Stedelijk museum voor actuele kunst in Gent en in 2004 won zij de Infinity Award for Art van de International Center of Photography, New York.
Solopresentaties vonden plaats in onder meer het New Museum of Contemporary Art, New York (2004), de Pinakothek der Moderne, München (2007), Musée d'art contemporain de Montréal (2005), Museum of Contemporary Art, Chicago (2004), het Hammer Museum, Los Angeles (2005), Museum De Pont, Tilburg (2003), de Akademie der Künste, Berlijn (2003) en de Kunstverein Hamburg (2000). Haar werk is vertegenwoordigd in openbare collecties van onder meer de Tate Modern London, Centre Pompidou Paris, Museum of Contemporary Art Chicago, Stedelijk Museum Amsterdam, Schaulager Basel, Neue Nationalgalerie Berlin en Museum De Pont.
In 2009 vertegenwoordigde Tan Nederland op de Biënnale van Venetië met de solopresentatie Disorient.
In 2017 werd de Amsterdamprijs voor de Kunst aan haar toegekend.
Tan maakte ook een ontwerp voor het grootste glas-in-loodraam van Europa, dat van de Sint-Laurenskerk in Alkmaar.